# 經濟秘書處 (聖座)
經濟秘書處（義大利語：Segreteria per l'Economia）是羅馬教廷的一個部門。2014年2月24日，教宗方濟各以發布自動手諭《忠信及精明的管家》（拉丁語：Fidelis et dispensator prudens）成立。

## 簡介
該部門以負責監督聖座和梵蒂岡的所有經濟活動，並由一名樞機擔任處長，該部門直接將定期審計的報告提交教宗。 
首任處長為澳洲籍的喬治·佩爾樞機。同時也另外成立一經濟小組委員會（Council for the Economy ）以訂立由經濟秘書處執行的監督方針，小組由十五名對經濟管理有專才和經驗者組成，分別是八位樞機或主教以及七位平信徒專家，並自全球教會中選出這些人員。經濟小組與經濟秘書處的合作章程則另外訂立。
現任處長為若望·安多尼·格雷羅-阿爾韋斯司鐸。

## 外部連結
- 自動手諭FIDELIS DISPENSATOR ET PRUDENS （页面存档备份，存于）（英文）